# 法杰托拉里奥
法杰托拉里奥（義大利語：Faggeto Lario），是意大利科莫省的一个市镇。总面积18平方公里，人口1269人，人口密度70.5人/平方公里（2009年）。ISTAT代码为013098。